# Abbaye de Bardney
L'abbaye de Bardney est une ancienne abbaye du Lincolnshire, en Angleterre. Elle est située à quelques centaines de mètres au nord-ouest du village de Bardney, non loin des berges de la Witham, à une quinzaine de kilomètres à l'est de la ville de Lincoln.
Fondée dans la deuxième moitié du VIIe siècle, elle abrite les reliques du roi Oswald de Northumbrie jusqu'au début du Xe siècle. Peut-être détruite lors des raids vikings au IXe siècle, elle est refondée après la conquête normande de l'Angleterre sous la forme d'un prieuré bénédictin et retrouve son statut d'abbaye en 1115. Elle cesse d'exister en 1538, dans le cadre de la dissolution des monastères ordonnée par le roi Henri VIII. Ses bâtiments, convertis en résidence privée, tombent en ruine au plus tard au XVIIIe siècle. Le site est protégé en tant que scheduled monument depuis 1949.

## Histoire

### Jusqu'à la conquête normande
La date de la fondation de l'abbaye de Bardney est inconnue. Elle pourrait avoir été fondée par le roi de Mercie Æthelred (r. 675-704) et son épouse, la princesse northumbrienne Osthryth (morte en 697), qui comptent en tout cas parmi ses premiers bienfaiteurs. Le moine Bède le Vénérable rapporte dans son Histoire ecclésiastique du peuple anglais qu'ils y font transférer le corps de l'oncle d'Osthryth, le roi-martyr Oswald de Northumbrie, tué en 642 à la bataille de Maserfield. Bède précise que les moines de Bardney s'opposent dans un premier temps à ce transfert car le Lindsey, région où se trouve l'abbaye, a été conquis par Oswald. Il rapporte qu'un miracle est nécessaire (l'apparition d'un pilier de lumière au-dessus du chariot transportant le corps du roi) pour qu'ils acceptent d'accueillir ces reliques.
Æthelred abdique en 704 pour se faire moine à Bardney, dont il devient l'abbé. L'historienne Barbara Yorke estime qu'il a pu choisir cette abbaye afin de renforcer les liens entre la Mercie et le Lindsey, une région qui relevait de l'influence northumbrienne jusqu'à la victoire d'Æthelred sur son beau-frère Ecgfrith de Northumbrie à la bataille de la Trent, en 679. Après sa mort, il y est enterré et sa femme et lui sont vénérés comme des saints par la communauté monastique de Bardney.
Le culte d'Oswald profite à Bardney dans les décennies qui suivent : Bède évoque plusieurs miracles associés aux reliques du saint et le roi Offa de Mercie (r. 757-796) fait des dons importants à l'abbaye. Située dans une région d'Angleterre exposée aux raids vikings à partir du IXe siècle, elle pourrait avoir été détruite ou abandonnée, mais les sources sont muettes concernant le sort des moines durant cette période. Les reliques d'Oswald sont retirées de Bardney en 909 par les souverains merciens Æthelred et Æthelflæd à l'occasion d'un raid dans le Danelaw et transférées au prieuré Saint-Oswald de Gloucester.

### De la conquête normande à la dissolution
En 1087, le seigneur anglo-normand Gilbert de Gand (en) fonde un prieuré bénédictin à Bardney. Dédié aux apôtres Pierre et Paul ainsi qu'à Oswald, il constitue une dépendance de l'abbaye Saint-Sauveur de Charroux, dans le Poitou. Il offre aux moines du prieuré les vills de Bardney et Osgodby et des terres à Steeping et Firsby, ainsi que les églises de Bardney, Firsby, Partney, Skendleby et Edlesborough.
Ce prieuré devient une abbaye à part entière en 1115 grâce à Walter, le fils de Gilbert, qui obtient du roi Henri Ier l'élévation de la communauté de Bardney. Celle-ci dépend dès lors des évêques de Lincoln, qui y effectuent des visites régulières. Walter octroie également à Bardney des moulins et des champs dans divers lieux, ainsi que les églises de Barton, Stainton, Kirkby Laythorpe et Hunmanby. Son fils, un autre Gilbert, est titré comte de Lincoln par le roi Étienne de Blois et effectue à son tour de nombreuses donations à Bardney.
En 1534, le dernier abbé de Bardney, William Marton, souscrit à l'Acte de suprématie qui fait du roi Henri VIII le chef suprême de l'Église d'Angleterre. Bien que le prieur et seize autres moines y aient souscrit en même temps que lui, six membres de la communauté de Bardney sont exécutés (hanged, drawn and quartered) en 1537 à Lincoln pour avoir pris part l'année précédente au soulèvement du Lincolnshire, une révolte contre la politique religieuse du roi qui anticipe de quelques mois le Pèlerinage de Grâce dans le Yorkshire voisin,.
L'abbaye de Bardney, dont les revenus annuels sont évalués à 366 livres dans le Valor Ecclesiasticus (en) de 1535, disparaît le 1er novembre 1538, victime de la dissolution des monastères ordonnée par Henri VIII. Outre son abbé, qui reçoit en compensation une pension annuelle de 66 livres, elle abrite alors un prieur et douze moines,.

### Après la dissolution

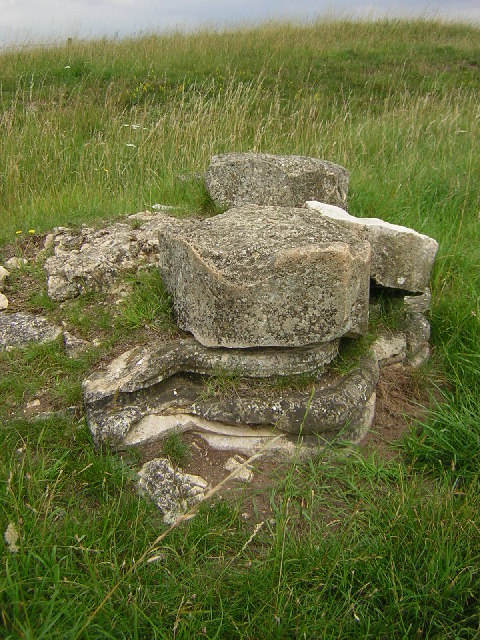
La base d'une colonne de l'église abbatiale.

Les terres de l'abbaye sont acquises par le courtisan Robert Tyrwhitt (en), qui en fait sa résidence. L'église abbatiale est détruite, les quartiers de l'abbé deviennent une habitation et le cloître, un jardin. Les lieux sont abandonnés à une date inconnue avant 1718, date à laquelle l'antiquaire Browne Willis (en) se rend sur les lieux et constate qu'il ne subsiste aucun bâtiment à l'exception d'un fragment de porterie. En 1753, William Stukeley décrit l'abbaye comme « entièrement détruite ».
Des fouilles sont menées sur le site de l'abbaye entre 1909 et 1914 par Charles Laing, le vicaire de Bardney. Elles permettent de mettre au jour les ruines des principaux bâtiments abbatiaux avant que l'éclatement de la Première Guerre mondiale et la mort de Laing n'entraînent leur arrêt. Leurs résultats sont publiés en 1922 par Harold Brakspear (en) dans The Archaeological Journal (en). Afin d'empêcher leur détérioration, les ruines mises au jour par Laing sont recouvertes en 1933.
Le site est protégé en tant que scheduled monument depuis 1949.

## Architecture
Les bâtiments formant l'abbaye se situent à l'intérieur d'une enceinte matérialisée par un fossé qui entoure un espace rectangulaire d'une dizaine d'hectares.
L'église abbatiale, de plan cruciforme, mesure environ 73 mètres de long. La nef et ses collatéraux mesure 18 mètres de large, tandis qu'au niveau du transept, la largeur du bâtiment s'élève à 41 mètres. Le presbyterium en occupe l'extrémité orientale. Le sol de l'église est en dalles de pierre, avec plusieurs dizaines de pierres commémoratives portant les noms de divers individus morts entre le XIIIe et le XVIe siècle.
Situé juste au sud de l'église, le cloître mesure environ 30 mètres de long sur 28 de large. Il est entouré d'un passage couvert qui dessert différents bâtiments : la trésorerie, la salle capitulaire et le dortoir à l'est, le réfectoire au sud, le cellier et les appartements de l'abbé à l'ouest. Des latrines se trouvent au sud du dortoir et les cuisines se situent au sud-ouest du réfectoire.
L'abbaye comprend également un hôpital à l'est et une hôtellerie au sud, ainsi qu'un four à chaux à l'est de la trésorerie.

## Liste des abbés de Bardney
- 704-??? : Æthelred
- fl. 833 : Kenewin

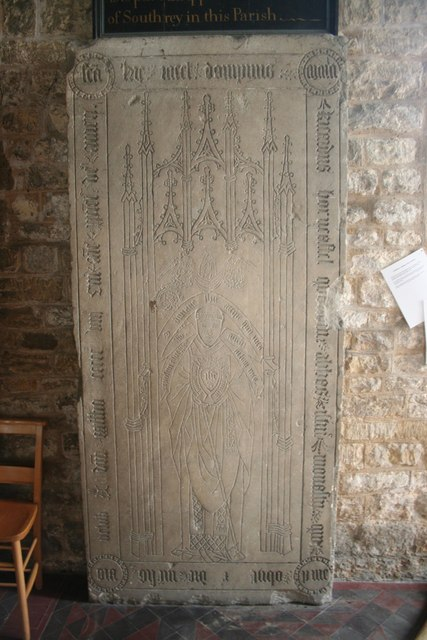
Pierre tombale de l'abbé Richard Horncastle, conservée à l'église Saint-Laurent de Bardney.

- 1115-???? : Ralph (prieur depuis 1087)
- fl. c. 1133 : Ivo
- 1140-???? : Jean de Gand
- fl. 1155-1166 : Walter
- fl. 1167 : John
- fl. 1180 : Ralph de Stainfield
- fl. 1191 : Robert
- fl. 1208-1214 : Ralph de Rand (déposé par le légat pontifical Nicola de Romanis)
- 1214 : Peter de Lenton (usurpateur)
- fl. 1218-1223 : Matthew
- fl. 1225-1240 : Adam de Ascwardby
- ???? : William de Ripton
- 1241-1243 : Walter de Benningworth (déposé par l'évêque Robert Grossetête « pour ignorance »)
- 1244-1258 : William de Hatton
- 1258-1266 : William de Torksey
- 1266-1280 : Peter de Barton (déposé par l'évêque Richard de Gravesend (en) en 1275 « pour ses offenses », restauré sur l'intervention de l'archevêque Robert Kilwardby, démissionne)
- 1280-1318 : Robert de Wainfleet (démissionne)
- 1318-1342 : Richard de Gainsborough
- 1342-1355 : Roger de Barrow
- 1355-1379 : Thomas de Stapleton
- 1379-1385 : Hugh de Braunston (démissionne)
- 1385-1404 : John de Haynton
- 1404-1413 : John Woxbrigge
- 1413-1435 : Geoffrey Hemingsby
- 1435-1447 : John Wainfleet
- 1447-1466 : Gilbert Multon (démissionne)
- 1466-1507 : Richard Horncastle (démissionne)
- 1507-1538 : William Marton